# Luxor (szerencsejáték)
A Luxor a magyar állami lottótársaság, a Szerencsejáték Zrt. által szervezett bingó típusú szerencsejáték. Hasonlít a korábbi Bongóhoz, de fontos különbség, hogy a nyerőszámokat a játékos adja meg.

## Története
Az első sorsolásra a szelvényeket 2001. szeptember 17-től lehetett megvásárolni. A Luxor első sorsolására 2001. szeptember 29-én került sor, azóta a sorsolásokat szombat délután rendezik a Pólus Center bevásárlóközpontban kialakított stúdióban. A húzást az állami média első csatornája közvetíti felvételről, 2015-ig ez az M1 volt, azóta pedig a Duna.
2001 és 2012 között, változó szabályok mellett, stúdiójátékot is rendeztek a Luxorhoz az M1-en. A résztvevők azon lottójátékosok közül kerültek ki, akik legalább három mezőt játszottak meg, majd pályáztak a lottócég megadott elérhetőségein. Kezdetben minden játékos egy-egy kiválasztott megyét képviselt, és a félórás stúdióműsor végén egyiptomi utazást lehetett nyerni, akár Luxor városába is, összhangban a játék kezdeti marketingkampányával. Később az elérhető nyeremények a megjátszott alapjátékok száma miatt csökkentek.
Nagy szerepük volt a stúdiójátékok során a játék betűinek: az L betű az 1-15, az U a 16-30, az X a 31-45, az O a 46-60, az R pedig a 61-75 közötti számtartományt jelölte, és a sorsolás alatt – mivel a stúdióban játszók sorsát befolyásolta, milyen tartományból húz a gép – a műsorvezetők hangosan közölték a nyerőszámokat. Ehhez rendre a László, Ubul, Xavér, Olga és Róbert utóneveket használták (pl. „Olga 48-as”). Hasonlóképp, tizenötös oszloponként rendeződnek el a megjátszott számok az átvételi igazoláson lévő 5x5-ös négyzetben is.

## A játék menete
A bingó típusú játékok lényege az, hogy addig húzzák a számokat, amíg telitalálat nem születik. A Luxor esetében a megjátszott számok adatbázisát számítógépes rendszer figyeli. A sorsolás visszatevés nélküli permutációval, sorsológéppel zajlik az 1 és 75 közötti egészszám-halmazból.
A segédsorsjegyen a 75 számból 20-at kell bejelölni, ebből oszloponként négyet. A kapott nyugtát kell figyelni a sorsolás alatt. A nyugtán a megjátszott húsz nyerőszámot 5x5-ös négyzetbe rendezi a terminál, kiegészítve öt lóhere-szimbólummal (a játék indulásakor még szkarabeuszbogárral).
A minimális két hasáb – Joker játék nélkül – 500, a maximálisan megjátszható öt mező 1250 forintba kerül jelenleg.
A felvételről közvetített televíziós sorsolás alatt az úgynevezett „kép” és „keret” találatokat kell figyelni. A kép az 5x5-ös négyzet 3x3-as belső része hat számmal és három szimbólummal, a keret pedig az ezen kívül eső rész tizennégy megjátszott számmal és kettő szimbólummal. Találatot csak képpel vagy kerettel lehet elérni. Aki(k) az országban ezeket időrendben elsőként éri(k) el, külön nyereményben részesül(nek), nem ritka, hogy több „első kép” és „első keret” találat is születik egy játékhéten.
A telitalálat, más néven „Luxor” azt jelenti, hogy a játékosnak képe és kerete is van, vagyis mind a húsz számát kisorsolta a gép a 75-ös kalapból. Ha valaki Luxort (telitalálatot) ér el, véget ér a sorsolás, és a nyertes kumulált nyereményt kap, azaz a keretért és a képért járó összeget is kifizetik számára. Első kép és első keret összeget csak akkor kap a Luxor tulajdonosa, ha az országban ő jut el először a jelzett hat, illetve tizennégy száma kihúzásáig, és ez épp telitalálatot is hozott neki. Elméletben az is előfordulhat, hogy egyazon játékos mind az öt, vagy jackpottal együtt akár mind a hat nyerőosztályban nyereményt ér el.
Ha valaki az úgynevezett határszámon belül ér el telitalálatot, a hetente halmozódó jackpot is az övé. Ennek összege a szokványos Luxor-telitalálat többszöröse. A határszám azt mutatja meg, hogy az adott héten hány nyerőszámon belül kell mind a húsz bejelöltet eltalálni a Jackpot megnyeréséhez. A határszám kezdőértéke 32, mely minden héten eggyel nő. Ha valaki elviszi a jackpotot, a rákövetkező játékhéten újra 32 lesz a határszám.
A játékban – ahogy az állami lottótársaság többi játékán is – kizárólag 18 év felettiek vehetnek részt, a nyeremények kifizettetését pedig a sorsolástól számított jogvesztő kilencven napon belül kell kérni.

## Nyerési esélyek
A Luxorban a nyerési esélyek nagymértékben függnek az egy sorsolásra feladott alapjátékok számától:
| Nyerési esélyek | 400 ezer alapjátékra | 400 ezer alapjátékra | 500 ezer alapjátékra | 500 ezer alapjátékra |
| --------------- | -------------------- | -------------------- | -------------------- | -------------------- |
| Találatok       | Nyerési esély        | Nyerési esély %-ban  | Nyerési esély        | Nyerési esély %-ban  |
| Telitalálat     | 1 : 285 439          | 0,00035033755%       | 1 : 354 646          | 0,00028197131%       |
| Első keret      | 1 : 267 372          | 0,00037401074%       | 1 : 329 331          | 0,00030364587%       |
| Első kép        | 1 : 26 325           | 0,00379867046%       | 1 : 26 565           | 0.00376435159%       |
| Keret           | 1 : 3824             | 0,02615062761%       | 1 : 4373             | 0,02286759661%       |
| Kép             | 1 : 27               | 3,7037037037%        | 1 : 28               | 3,57142857143%       |

| A nyereményekre fordítandó összeg felosztása  | A nyereményekre fordítandó összeg felosztása |
| --------------------------------------------- | -------------------------------------------- |
| Jackpot (határszámon belüli Luxor)            | 12%                                          |
| Telitalálat (Luxor; Képet és Keretet is nyer) | 23%                                          |
| Első keret (Keretet is nyer)                  | 4%                                           |
| Első kép (Képet is nyer)                      | 3%                                           |
| Keret                                         | 8%                                           |
| Kép                                           | 50%                                          |

Ha a képre szánt összeg magasabb, mint a kereté, akkor a két legalsó nyerőosztály nyereményalapját összevonják és egyenlő arányban osztják vissza.

## A játék rekordjai
A Szerencsejáték Zrt. rekordadatai és online elérhető adatbázisa alapján 2023 februárjáig:
- 2018 22. játékhetében (június 2.) húzták ki a legtöbb nyerőszámot a Luxorhoz, 51-et.
- 36 szám kihúzásáig tartottak a legrövidebb sorsolások. Határszámon kívüli telitalálat már született 37. számra is.
- 45 volt eddig a legnagyobb határszám a Luxor-játékokon, és kétszer is előfordult (2012-ben és 2014-ben), hogy pont a negyvenötödik számra jött meg a jackpot.
- 2021 36. játékheti sorsolásán 36 számot kellett kihúzni az első képhez, a keret a következő nyerőszámra, a Luxor a negyvennegyedikre érkezett meg.
- 7 volt a legkevesebb nyerőszám, amit első képhez ki kellett húzni (az elméleti minimum 6). Ez 2008 óta hatszor is előfordult.
- 2005 26. játékheti sorsolásán kellett a legkevesebbet várni az első keret találatra, 22 számot kellett kihúzni ehhez (az elméleti minimum 14). Négy héttel később 48 szám kellett az első kerethez (ez a maximumrekord), és a nyertesnek Luxora is volt egyben.
- 2002 10. játékhetére játszották meg a legtöbb alapjátékot, 1 137 797-et.
- A játék rekord jackpot-nyereménye 95 293 266 forint a 2003-as év 11. játékheti (március 15.) sorsolása után. A Luxor-telitalálatok jellemzően 7-10 millió forintot fizetnek minden héten.
- A 2005-ös évben a Luxoron összesen kilencvenkét telitalálat született.[8]
- Átlagosan 15 szám szükséges az első kép, 35 az első keret, 44 a Luxor, és 37 a határszámon belüli telitalálat eléréséhez. Ezek a számok (és a nyeremények összegei) komoly kilengéseket mutatnak.

## Érdekességek
2020-ban előfordult, hogy az MTI – vétlen emberi mulasztás miatt – jóval a sorsolás televíziós közvetítése előtt elküldte a szerződött hírportáloknak a Luxor-sorsolás eredményeit. A közleményt visszavonták, majd a tévéadás után változatlan formában tették ismét közzé.
Jelenleg a Luxort szombaton 20:00-tól a következő szombaton 14:00-ig lehet megjátszani, a sorsolást kb. 15:30 és 16:00 között veszik fel, és általában ugyanaznap 18:45-ös kezdettel adják le a Duna-tévécsatorna képernyőjén.
2008. január 5-e óta az utolsó kisorsolt nyerőszám alapján dől el, hogy az Ötöslottó nyerőszámait milyen módon sorsolják ki. Amennyiben az utolsó kisorsolt nyerőszám páros, kézzel, páratlan szám esetén pedig géppel sorsolják ki az öt nyerőszámot.